# Cora Coralina - Todas as Vidas
Cora Coralina - Todas as Vidas é um Filme biográfico e de Documentário de 2017 brasileiro, com direção de Renato Barbieri.

## Sinopse
O filme é sobre a obra e vida da escritora e doceira Cora Coralina. O filme mostra detalhes de sua infância na pequena cidade de Goiás, a vida adulta em Jaboticabal e a volta para sua terra natal, onde se consagra nacionalmente. 

## Elenco
| Atores             | Personagem                |
| Tereza Seiblitz    | Cora Coralina (eu lírico) |
| Camila Salles      | Aninha (5 anos)           |
| Malu Souza         | Cora Coralina (14 anos)   |
| Camila Márdila     | Cora Coralina (21 anos)   |
| Walderez de Barros | Cora Coralina (idosa)     |
| Zezé Motta         | Narradora                 |
| Beth Goulart       | Narradora                 |

## Prêmios
- Melhor Longa-Metragem - Documentário no Grande Prêmio do Cinema Brasileiro 2018